# جراح نصار
جراح نصار هو رياضي بارالمبي عراقي. مثل العراق في دورة الألعاب البارالمبية الصيفية لعام 2016 التي أقيمت في ريو دي جانيرو بالبرازيل وفاز فيها بالميدالية الذهبية في رياضة رمي الثقل للرجال. وفي عام 2021 ، فاز بالميدالية الفضية في دورة الألعاب البارالمبية الصيفية 2020 التي أقيمت في طوكيو ، اليابان. وفاز بميداليتين ذهب وميدالية فضية في بطولة العالم البارالمبية لألعاب القوى سنة (2015-2017-2019).

## حياته
ولد جراح نصار طنيش البدري عام 1991 في مدينة البطحاء في محافظة ذي قار جنوب العراق وهو يعاني من قصر القامة. كان يعمل بائع للخضار وراعي اغنام قبل ان يقنعه جاره الرياضي حميد بممارسه الرياضة عام 2008. وتكريماً له عين موظف في وزارة الشباب والرياضة كمدير على القاعة الرياضية الوحيدة في الناصرية. ومنتسب في شركة نفط ذي قار. متزوج ولديه ثلاث بنات وولد.

## الانجازات
| العام       | المسابقة                            | المكان                  | المركز      | حدث         | ملاحظة      |
| يمثل العراق | يمثل العراق                         | يمثل العراق             | يمثل العراق | يمثل العراق | يمثل العراق |
| ----------- | ----------------------------------- | ----------------------- | ----------- | ----------- | ----------- |
| 2015        | بطولة العالم لألعاب القوى           | الدوحة، قطر             | ذهبية       | دفع الثقل   | 10.66 متر   |
| 2016        | الألعاب البارالمبية الصيفية         | ريو دي جينيرو، البرازيل | ذهبية       | دفع الثقل   | 10.76 متر   |
| 2017        | بطولة العالم لألعاب القوى           | لندن، المملكة المتحدة   | ذهبية       | دفع الثقل   | 10.49 متر   |
| 2018        | دورة الألعاب البارالمبية الآسيوية   | جاكارتا، اندونيسيا      | ذهبية       | دفع الثقل   | 10.88 متر   |
| 2018        | بطولة فزاع لألعاب القوى البارالمبية | الأمارات                | ذهبية       | دفع الثقل   | 10.77 متر   |
| 2023        | دورة الألعاب البارالمبية الآسيوية   | هانغتشو، الصين          | ذهبية       | دفع الثقل   | 10.80 متر   |
| 2019        | بطولة العالم لألعاب القوى           | دبي، الأمارات           | فضية        | دفع الثقل   | 10.77 متر   |
| 2021        | الألعاب البارالمبية الصيفية         | توكيو، اليابان          | فضية        | دفع الثقل   | 11.15 متر   |
| 2023        | بطولة العالم لألعاب القوى           | باريس، فرنسا            | فضية        | دفع الثقل   | 11.28 متر   |
| 2024        | الألعاب البارالمبية الصيفية         | باريس، فرنسا            | برونزية     | دفع الثقل   | 11.03 متر   |